# ماتياس غوستافسون
ماتياس غوستافسون (بالسويدية: Mattias Gustafsson) مواليد 11 يوليو 1978، هو لاعب كرة يد سويدي. شارك في دورة الألعاب الأولمبية الصيفية سنة 2012.

## سجل المنافسة
شارك في البطولات التالية:
- الألعاب الأولمبية الصيفية 2012

## الميداليات
| الميدالية | المسابقة                       |
| --------- | ------------------------------ |
| فضية      | الألعاب الأولمبية الصيفية 2012 |

## روابط خارجية
- ماتياس غوستافسون على موقع الاتحاد الأوروبي لكرة اليد (الإنجليزية)
- ماتياس غوستافسون على موقع أوليمبيديا (الإنجليزية)
- ماتياس غوستافسون على موقع اللجنة الأولمبية السويدية (السويدية)